# Philippe Duplessis Mornay
Philippe Duplessis Mornay (ur. 5 listopada 1549 w Buhy, zm. 11 listopada 1623 w La Forêt-sur-Sèvre) – francuski myśliciel polityczny.

## Życiorys
Uczęszczał do katolickiego kolegium Lisieux w Paryżu. Po przejściu na protestantyzm studiował prawo na uniwersytecie w Heidelbergu (1565) oraz hebrajski i niemiecki w Padwie (1566). W 1567 był w armii Kondeusza. Z powodu wypadku skupił się na aktywności publicystycznej na rzecz hugenotów. Był posłem w Niderlandach. Podczas nocy św. Bartłomieja ocalał dzięki pomocy znajomego katolika i do 1573 przebywał w Anglii. Po powrocie do Francji był więziony przez Henryka Gwizjusza. Następnie był dyplomatą Henryka z Nawarry, przebywając w Anglii i we Flandrii (z przerwami od 1577 do 1582). W 1588 został nazwany „papieżem hugenotów”. Relacje z Henrykiem Burbonem uległy rozluźnieniu po przejściu króla na katolicyzm. Mornay podjął obowiązki naukowe na uniwersytecie w Saumur. Pod koniec życia rozwijał protestantyzm, tworząc zbory hugenockie.